# 月溪
月溪或沟纹通常用來描述月球表面上任何狹長、類似河床的凹槽。典型的月溪可能有數公里寬，數百公里長。但是，这一术语的使用並不严謹，也可以用在太阳系的其它天體，包括火星、金星和一些卫星上的所有類似地形構造。

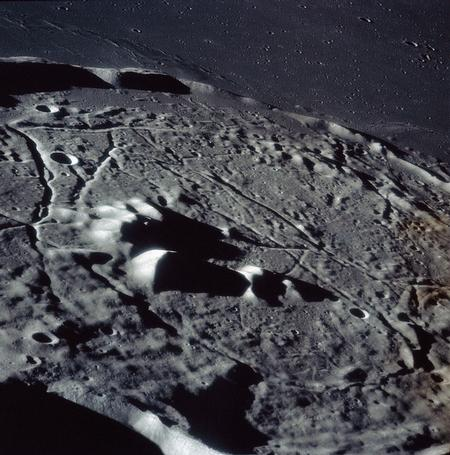
來自阿波羅16號，在月球 伽桑狄坑底部的月溪。

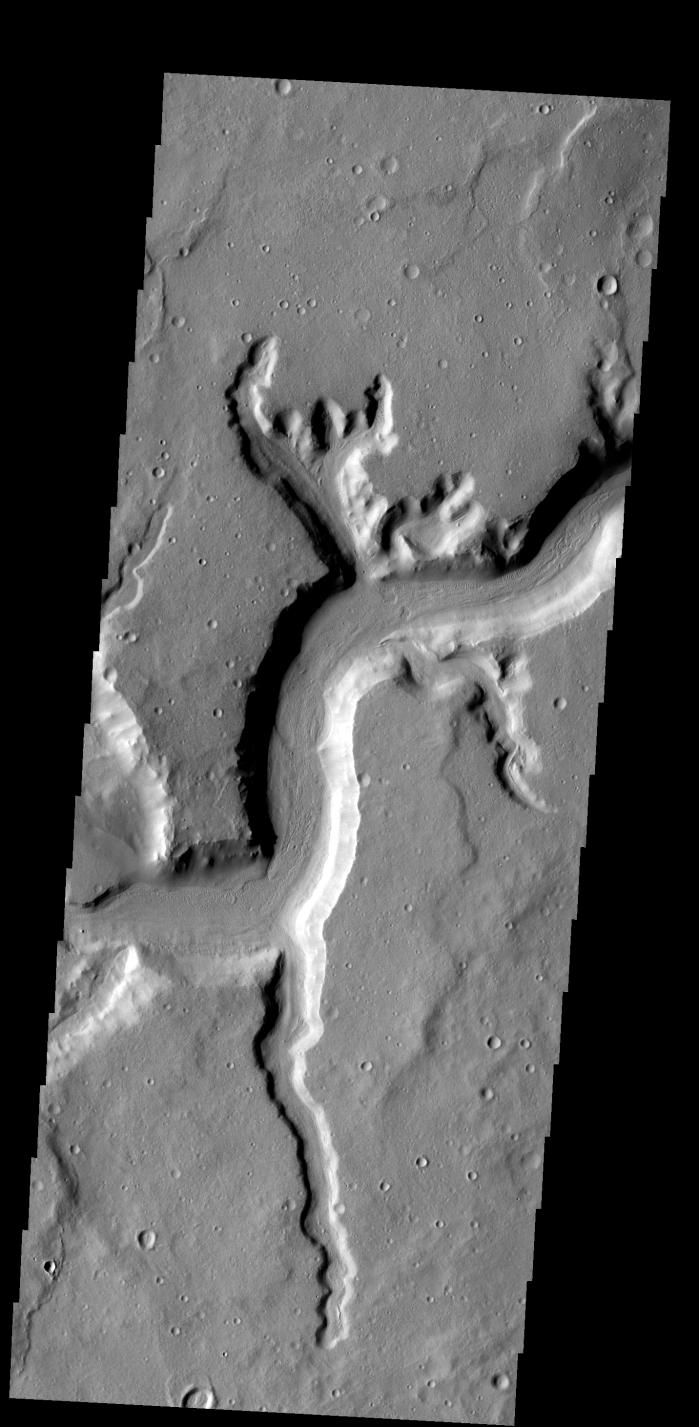
在火星 馬美谷內的溝紋。

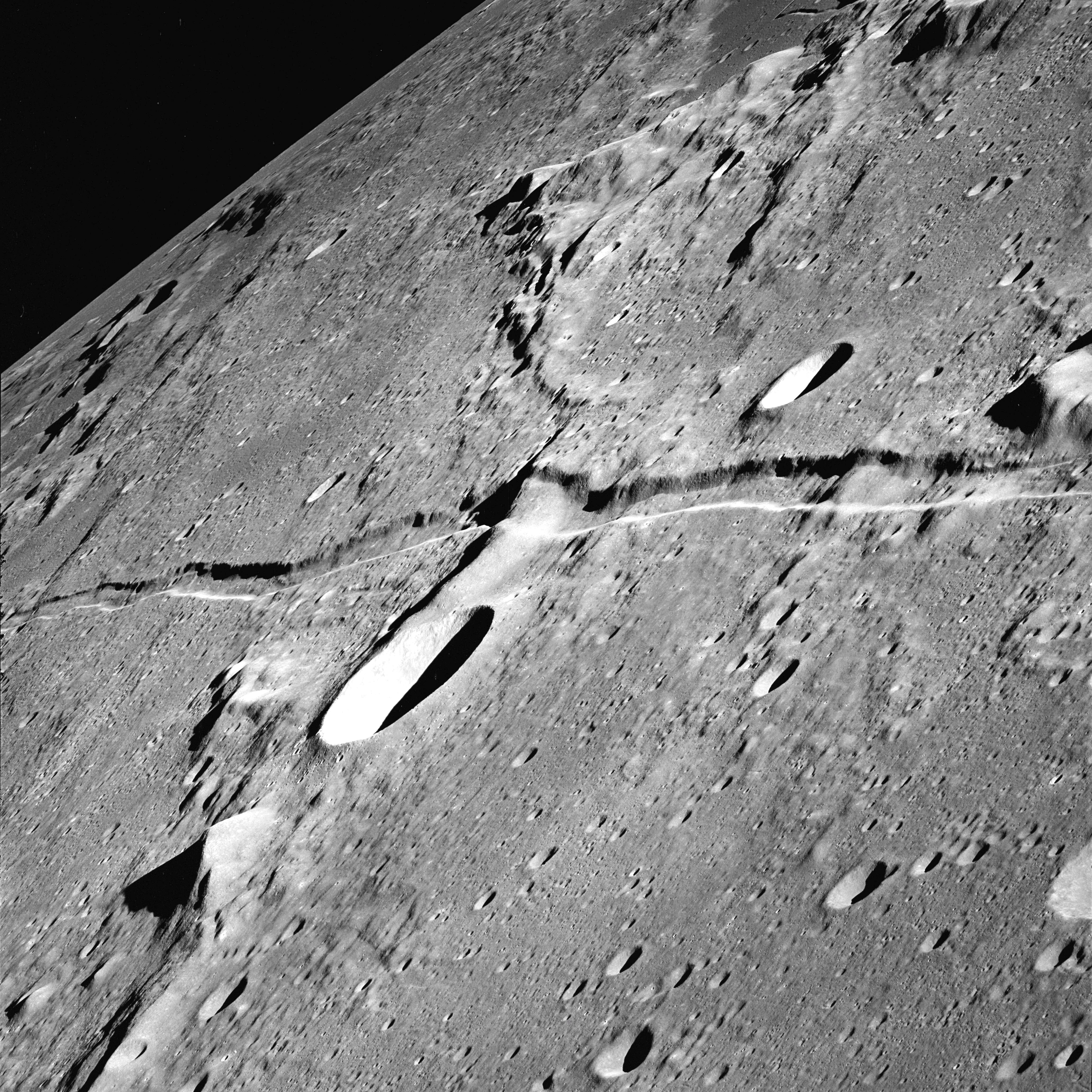
阿里亚代乌斯月溪的長度超過300公里，被归类为笔直且有分支的月溪。

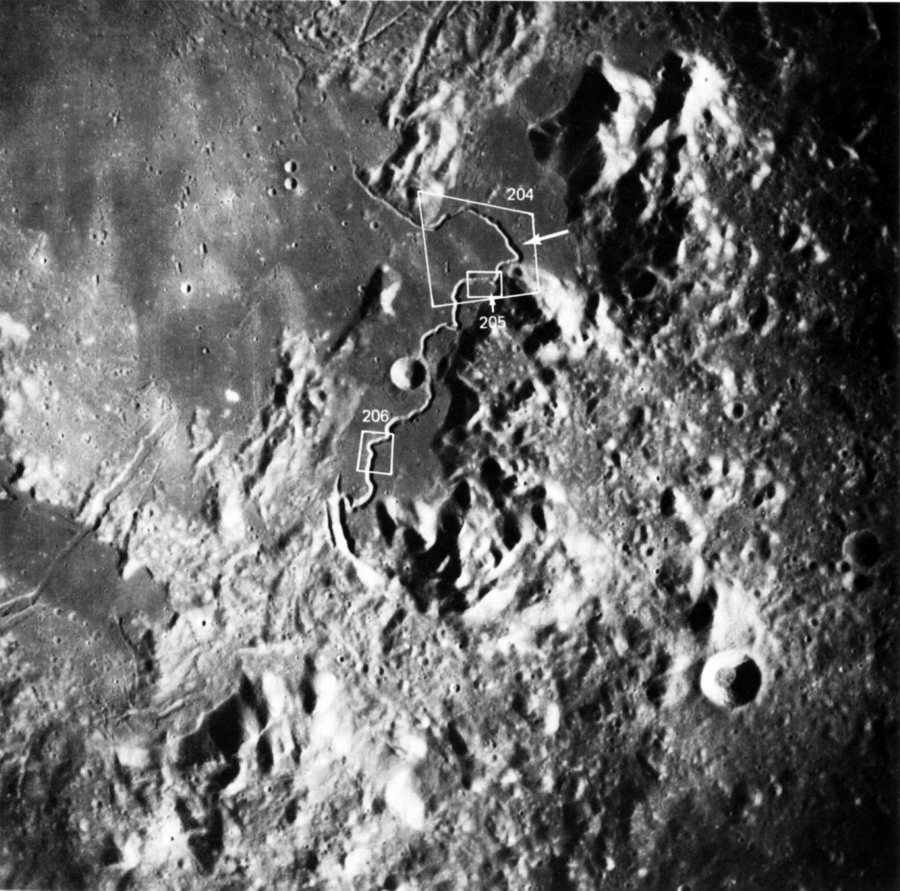
哈德利月溪全貌图.

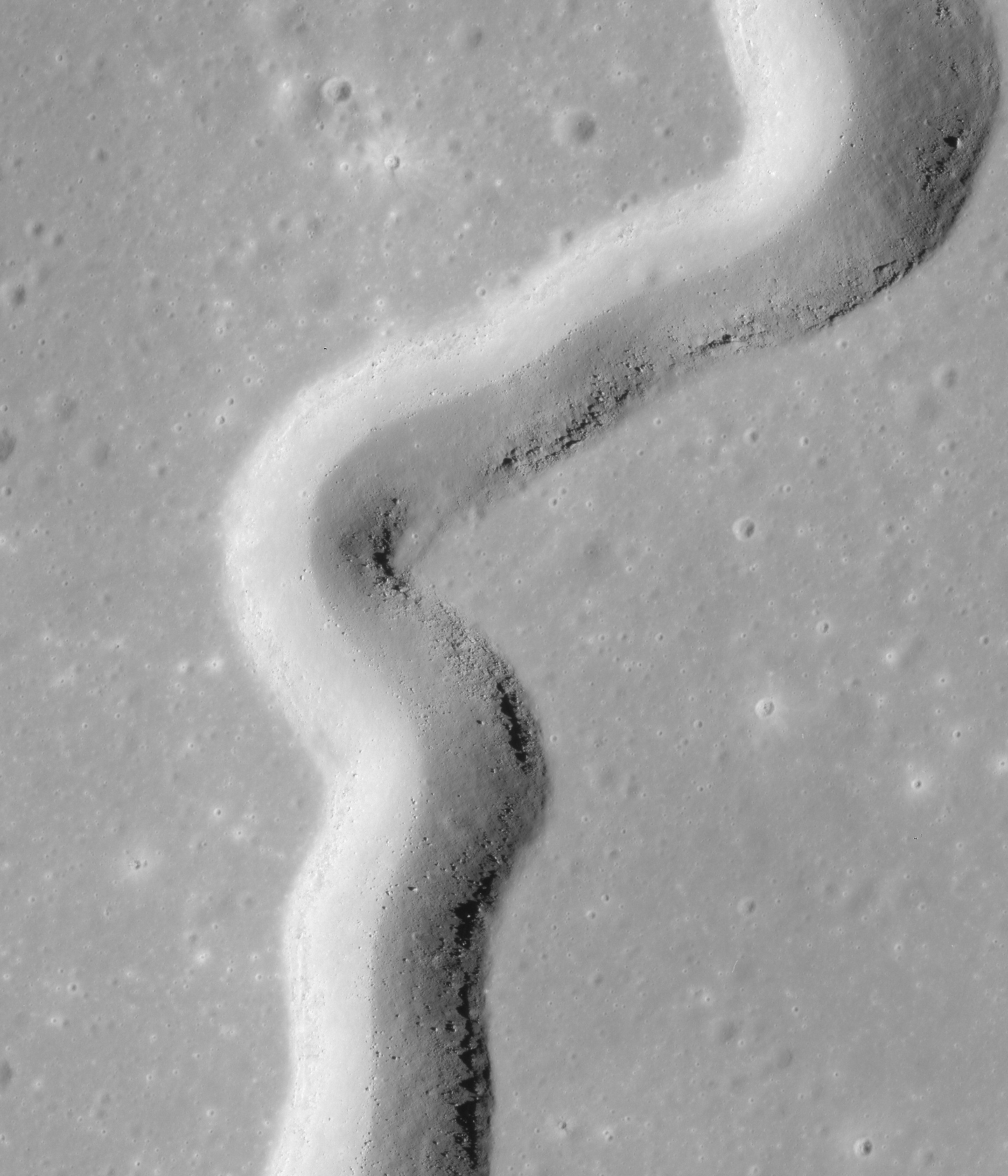
哈德利月溪是一条蜿蜒月溪，美国宇航局尚未得出（最终和明确的）有关它形成的结论。

## 構造
在月球表面發現的月溪有三種類形：
- 蜿蜒月溪(Sinuous rilles)：像是成熟的河流有著蜿蜒曲折的路徑，通常被認為是熔岩管或已熄滅的熔岩流。它們通常起始於死火山，然後蜿蜒，有時候會分叉穿過月表。在風暴洋的施勒特尔月谷是最長的蜿蜒月溪。

- 弓形月溪(Arcuate rilles)：有著平滑曲線並且可以在幽暗的月海边缘發現。它們被認為是創造月海的熔岩流冷卻、收縮和下陷時形成的。在月球各處都能發現這種月溪，例如靜海西南边缘和湿海東南边缘。

- 直溪(Straight rilles)：路徑長而直的月溪，被認為是地塹，在地質學上是兩個平行斷層間的陷落带，在它們經過撞擊坑或山脈時可以很容易的辨識。迄今為止所知最大的地塹月溪是阿尔卑斯月谷，由於它太大了實在不適合稱為月溪，並且它自身還分成兩條直的月溪；雲海中的直壁 (Rupes Recta)是一個很明確的例子。

顯示一種以上結構的月溪稱為混合月溪。在中央灣的许癸努斯月溪就是一個例子，起初是斷層造成的，之後又遭遇火山的活動。

## 形成
月溪形成的精確機制尚未確定，不同的類型可能由不同的過程形成。由於在太陽系的其它天體上也有與月溪相似的地形和類似的結構，顯示這種機制在太陽系中是很普遍，廣泛存在的。主流的理論包括熔岩通道、熔岩管塌陷、表面附近的侵入岩漿、熾熱火山雲 (火山碎屑雲)、沉降熔岩覆蓋的盆地和火山口底部、和地殼擴張。有必要到現場檢查以澄清正確的機制。

## 可能
在2009年，在月球的马利厄斯丘陵附近發現了一個有可能連接到地下熔岩管的洞。這個洞的直徑是65米，並可能向下延伸80米，熔岩管的直徑可能為370米。這個管或許可以提供月球地下殖民地的輻射防護。但是，還不清楚這個管是開放的或是容易進入的。遙測還發現另外兩個適合的場所，包括在月球背面智海的一個。